# Cucullia japonica
Cucullia japonica là một loài bướm đêm trong họ Noctuidae.